# 立花あや
立花 あや（たちばな あや）は、日本の女性声優。主にアダルトゲームに声をあてている。

## 出演作品
※太字は主役またはヒロイン

### ゲーム
2006年
- C.D.Christmas Days 〜サーカスディスク クリスマスデイズ〜（月島小恋）
- D.C.II 〜ダ・カーポII〜（月島小恋[1]）

2007年
- エターナルファンタジー（アルシェ[2]）
- CircusLand I 〜ドキ! ヒロインいっぱい初音島★コスプレミスコン祭り♪よりどりみどりで♪好きな子選んで着せ替え育成デートだょ 兄さん♪〜（紫和泉子）
- D.C.II Spring Celebration 〜ダ・カーポII〜 スプリング セレブレイション（月島小恋[3]）

2008年
- C.D.C.D.2 〜シーディーシーディー2〜（月島小恋[4]）
- 空を飛ぶ、3つの方法。（雲呑深空[5]）
- D.C.II P.C. 〜ダ・カーポII〜 プラスコミュニケーション（月島小恋[6]）
- D.C. After Seasons 〜ダ・カーポ〜 アフターシーズンズ（紫和泉子[7]）
- D.C.P.K. 〜ダ・カーポーカー〜（紫和泉子、月島小恋[8]）

2009年
- ヴァルキリーコンプレックス（メイプール[9]）
- Areas〜空に映すキミとのセカイ〜（御影このか[10]）
- 幼なじみは大統領 My girlfriend is the PRESIDENT.（桜濱雪乃[11]）
- Canvas3 〜白銀のポートレート〜（山吹恋華）
- 空を飛ぶ、7つ目の魔法。（雲呑深空[12]）
- D.C.II To You 〜ダ・カーポII〜 トゥーユー（月島小恋[13]）
- D.C.II Fall in Love 〜ダ・カーポII〜 フォーリンラブ（月島小恋[14]）
- ハチミツ乙女blossomdays（間臼美樹[15]）
- VALENTINE PINK（山吹恋華）

2010年
- Areas 恋する乙女の3H（御影このか）
- すてぃ〜るMyはぁと（桃知あえか）
- VALENTINE PINK 〜パーフェクトエディション〜（山吹恋華）
- りとるらびっつ -わがままツインテール-（牧島美菜子）

2011年
- A.G.II.D.C. 〜あるぴじ学園2.0 サーカス史上最大の危機!?〜（美奈・プラム・ヘルシング[16]）

2012年
- fortissimo EXS//Akkord:nächsten Phase（サクラ[17]）

2013年
- D.C.III R 〜ダ・カーポIII アール〜（エドワード・ワトスン、月島小恋）
- D.C.III R 〜ダ・カーポIII アール〜X-rated（エドワード・ワトスン、月島小恋）

2017年
- D.C.III DreamDays 〜ダ・カーポIII〜 ドリームデイズ（月島小恋）

### ドラマCD
2006年
- D.C.II prestorys entrata（月島小恋）

2007年
- エターナルファンタジー 私立冬花学園（アルシェ）※『エターナルファンタジー』ソフマップ予約特典
- D.C.II 〜ダ・カーポII〜（月島小恋）
  - 音姫の「Chocolate Box Memories」
  - 雪月花の「ドキドキお見舞い大作戦」

2008年
- D.C.II 〜ダ・カーポII〜（月島小恋）
  - 私立ポーカー学園 ※『D.C.P.K. 〜ダ・カーポーカー〜』ソフマップ予約特典
  - 小恋の「お鍋探訪 〜幻の具材を求めて〜」※『C.D.C.D.2 〜シーディーシーディー2〜』ソフマップ予約特典
  - 海辺のリゾート? 朝倉姉妹と避暑旅行! ぷらすいち!
- 空を飛ぶ、3つの方法。（雲呑深空）
  - ゲーマーズ予約特典 オリジナルドラマCD
  - 魔法の桜 ※ソフマップ予約特典

2010年
- A.C.D.C.II 「年の瀬は大忙し!誰と過ごすの!?」（小恋）
- 初音島未来（初音島現在）

### 音楽CD
- Otome&Yume&Koko「Dream on 〜コイセヨオトメ〜」（ランティス）
  - 「Dream on 〜コイセヨオトメ〜」
    - 作詞：rino、作曲・編曲：虹音

  - 「heart♥meet」
    - 作詞：畑亜貴、作曲・編曲：前口渉
- D.C.II Character Song Album （ランティス）
  - 「おはよう。」
    - 作詞：rino、作曲：小松一也、編曲：Ballet Mechanique、歌：月島小恋

  - 「青春☆グラフィティ」
    - 歌：月島小恋

  - 「まぶしくてみえない 〜ななかバンドver〜」
    - 作詞・作曲：BABYFAZE、編曲：鈴木マサキ、コーラス：月島小恋

  - 「きらきら星をあげる」
    - 作詞：BABYFAZE、作曲：星和生、編曲：小高光太郎、コーラス：月島小恋
- エターナルファンタジー　Destination for Arcie（ランティス）
  - 「Cross Road」
    - 作詞・作曲：瀬名、編曲：中西亮輔　※コーラスのみ
- エターナルファンタジー キャラクターソングCD Vol.1 アルシェ（ランティス）
  - 「Winding Road」「太陽のように、月のように」
    - 作詞：瀬名、作曲・編曲：松下典由
- D.C.II CharacterSongs FC Limited（CIRCUS第六期FC入会特典）
  - 「春待ち雪」
    - 歌：月島小恋
- D.C.II Spring Celebration Vocal Mini album 〜Songs from D.C.II Spring Celebration〜（ランティス）
  - 「with〜輝きのフィルム〜」
    - 作詞・作曲:rino、編曲:河合英嗣
- D.C.II Fall in Love 〜ダ・カーポII〜 フォーリンラブ ボーカルミニアルバム
  - 「一緒にDO MY BEST!!」
    - 作詞・作曲：rino、編曲：河合英嗣
- 幼なじみは大統領 キャラクターソングCD 『THE PRESIDENTS』
  - 「LOVEコンプレックス（雪乃solo）」
    - 作詞：RUCCA、作曲・編曲：中山真斗（Elements Garden）、歌：桜濱雪乃
- 幼なじみは大統領 My girlfriend is the PRESIDENT. オリジナルサウンドトラックス 完全収録盤
  - 「ロケットラブパニック!（雪乃 ver.）」
    - 作詞・作曲・編曲：中山真斗（Elements Garden）、歌：桜濱雪乃

  - 「LOVEコンプレックス（雪乃solo）」
- すてぃ〜るMyはぁと 〜Rhapsody of moonlight〜 SOUND TRACK
  - 「Steal My Heart」「SWEET♥TIME」
    - 作詞：ayachi、作曲：俊龍、編曲：高橋菜々
- GWAVE 2010 2nd Grace
  - 「Steal My Heart」

### インターネットラジオ
- 風見学園放送部（パーソナリティー）
- D.C.toEF ラジオ（パーソナリティー） 2007年10月1日 - 2009年4月27日
- D.C.toVCラジオ（パーソナリティ）2009年5月14日 - 2010年3月25日